# Lanna GK
Lanna GK är en golfklubb i Småland. 
Lanna GK erbjuder positiva upplevelser i både spel och natur med niohåls fullängdsbana och en par tre-bana som även kan spelas Pay and Play.

## Bankaraktär
Lätt kuperad, utmanande ängs- och hagmarkskaraktär. Lätt ondulerade, små till medelstora greener. Grässort: Rödven och rödsvingel. 

## Historia
Klubben bildades 1991. 2003 var det invigning av nuvarande banor efter omfattande ombyggnation och utbyggnad.